# Entorrhizaceae
Ordre
Famille
Les Entorrhizaceae sont une famille de champignons, qui sont considérés comme les seuls représentants de l'ordre des Entorrhizales.

## Liste des genres
- Juncorrhiza
- Entorrhiza